# Campeonato da Europa de Atletismo de 2012 - 100 m com barreiras feminino
A prova dos 100 metros com barreiras feminino do Campeonato da Europa de Atletismo de 2012 foi disputada entre os dias 29 de junho e 30 de junho de 2012 no Estádio Olímpico de Helsinque em Helsinque,  na Finlândia. 

## Recordes
Antes desta competição, os recordes mundiais e do campeonato nesta prova eram os seguintes:
|                       | Nome             | Nacionalidade | Tempo | Local        | Data                 |
| --------------------- | ---------------- | ------------- | ----- | ------------ | -------------------- |
| Recorde mundial       | Yordanka Donkova | Bulgária      | 12s21 | Stara Zagora | 20 de agosto de 1988 |
| Recorde do campeonato | Yordanka Donkova | Bulgária      | 12s38 | Estugarda    | 29 de agosto de 1986 |
| Recorde europeu       | Yordanka Donkova | Bulgária      | 12s21 | Stara Zagora | 20 de agosto de 1988 |

## Medalhistas
| Ouro              | Prata                        | Bronze              |
| Alina Talay (BLR) | Katsiaryna Paplauskaya (BLR) | Beate Schrott (AUT) |

## Cronograma
Todos os horários são locais (UTC+3).
| Data        | Hora  | Evento    |
| ----------- | ----- | --------- |
| 29 de junho | 9:30  | Bateria   |
| 30 de junho | 19:35 | Semifinal |
| 30 de junho | 22:35 | Final     |

## Resultados

### Bateria
Qualificação: 3 atletas de cada bateria (Q) mais os 4 melhores qualificados (q). 
| Posição | Bateria | Raia | Atleta                 | Nacionalidade        | Tempo | Notas                |
| ------- | ------- | ---- | ---------------------- | -------------------- | ----- | -------------------- |
| 1       | 4       | 5    | Alina Talay            | Bielorrússia         | 12.93 | Q                    |
| 2       | 1       | 6    | Katsiaryna Paplauskaya | Bielorrússia         | 12.97 | Q                    |
| 3       | 2       | 3    | Beate Schrott          | Áustria              | 12.98 | Q,                   |
| 4       | 3       | 2    | Marzia Caravelli       | Itália               | 13.03 | Q                    |
| 5       | 1       | 1    | Micol Cattaneo         | Itália               | 13.07 | Q, =                 |
| 6       | 3       | 5    | Eline Berings          | Bélgica              | 13.09 | Q                    |
| 7       | 3       | 3    | Aisseta Diawara        | França               | 13.10 | Q                    |
| 8       | 2       | 6    | Yuliya Kondakova       | Rússia               | 13.11 | Q                    |
| 9       | 1       | 2    | Olga Samylova          | Rússia               | 13.11 | q                    |
| 10      | 4       | 7    | Cindy Roleder          | Alemanha             | 13.12 | Q                    |
| 11      | 2       | 7    | Alice Decaux           | França               | 13.13 | Q                    |
| 12      | 2       | 4    | Anne Zagré             | Bélgica              | 13.14 | q                    |
| 13      | 1       | 5    | Nadine Hildebrand      | Alemanha             | 13.15 | q                    |
| 14      | 4       | 4    | Lucie Škrobáková       | Chéquia              | 13.17 | Q                    |
| 15      | 2       | 2    | Christina Vukicevic    | Noruega              | 13.17 | q,                   |
| 16      | 2       | 5    | Nooralotta Neziri      | Finlândia            | 13.23 | NUR                  |
| 17      | 4       | 3    | Clélia Reuse           | Suíça                | 13.25 | Recorde da temporada |
| 18      | 1       | 4    | Elisa Leinonen         | Finlândia            | 13.29 | Recorde pessoal      |
| 19      | 3       | 6    | Marina Tomić           | Eslovênia            | 13.36 |                      |
| 20      | 4       | 6    | Isabelle Pedersen      | Noruega              | 13.38 | Recorde da temporada |
| 21      | 3       | 1    | Victoria Schreibeis    | Áustria              | 13.39 |                      |
| 22      | 4       | 2    | Giulia Pennella        | Itália               | 13.43 |                      |
| 23      | 2       | 1    | Viorica Țigău          | Roménia              | 13.59 |                      |
| 24      | 3       | 7    | Sharona Bakker         | Países Baixos        | 13.59 |                      |
| 25      | 4       | 1    | Sandra Gomis           | França               | 13.63 |                      |
| 26      | 1       | 3    | Mónica Lopes           | Portugal             | 13.83 |                      |
| 27      | 3       | 4    | Gorana Cvijetić        | Bósnia e Herzegovina | 14.41 |                      |
| —       | 1       | 7    | Nevin Yanıt            | Turquia              | 12.78 | DSQ Doping           |

### Semifinal
Qualificação: 3 atletas de cada bateria (Q) mais os 2 melhores qualificados (q). 
| Posição | Bateria | Raia | Atleta                 | Nacionalidade | Tempo | Notas      |
| ------- | ------- | ---- | ---------------------- | ------------- | ----- | ---------- |
| 1       | 1       | 3    | Alina Talay            | Bielorrússia  | 13.03 | Q          |
| 2       | 2       | 6    | Katsiaryna Paplauskaya | Bielorrússia  | 13.03 | Q          |
| 3       | 1       | 4    | Beate Schrott          | Áustria       | 13.08 | Q          |
| 4       | 2       | 1    | Anne Zagré             | Bélgica       | 13.08 | Q          |
| 5       | 1       | 7    | Micol Cattaneo         | Itália        | 13.10 | Q          |
| 6       | 2       | 4    | Cindy Roleder          | Alemanha      | 13.13 | q          |
| 7       | 2       | 5    | Marzia Caravelli       | Itália        | 13.15 | q          |
| 8       | 1       | 6    | Eline Berings          | Bélgica       | 13.17 |            |
| 9       | 2       | 7    | Lucie Škrobáková       | Chéquia       | 13.17 |            |
| 10      | 1       | 1    | Christina Vukicevic    | Noruega       | 13.23 |            |
| 11      | 2       | 2    | Olga Samylova          | Rússia        | 13.24 |            |
| 12      | 1       | 5    | Yuliya Kondakova       | Rússia        | 13.32 |            |
| 13      | 2       | 8    | Alice Decaux           | França        | 13.35 |            |
| 14      | 1       | 2    | Nadine Hildebrand      | Alemanha      | 13.52 |            |
| —       | 1       | 8    | Aisseta Diawara        | França        | DSQ   |            |
| —       | 2       | 3    | Nevin Yanıt            | Turquia       | 12.92 | DSQ Doping |

### Final
| Posição           | Raia | Atleta                 | Nacionalidade | Tempo | Notas  |
| ----------------- | ---- | ---------------------- | ------------- | ----- | ------ |
| Medalha de ouro   | 3    | Alina Talay            | Bielorrússia  | 12.91 |        |
| Medalha de prata  | 6    | Katsiaryna Paplauskaya | Bielorrússia  | 12.97 |        |
| Medalha de bronze | 4    | Beate Schrott          | Áustria       | 12.98 | =      |
| 4                 | 8    | Anne Zagré             | Bélgica       | 13.02 |        |
| 5                 | 1    | Marzia Caravelli       | Itália        | 13.11 |        |
| 6                 | 2    | Cindy Roleder          | Alemanha      | 13.11 |        |
| 7                 | 7    | Micol Cattaneo         | Itália        | 13.16 |        |
| —                 | 5    | Nevin Yanıt            | Turquia       | 12.81 | Doping |

Legenda
| Recorde mundial       | Recorde mundial (World record)               |                       | Recorde africano                      | Recorde africano (African) |                                           | Q | Classificado por posição (Qualified) |
| Recorde do campeonato | Recorde do campeonato (Championship record)  | Recorde da América    | Recorde da América (Americas)         | q                          | Classificado por melhor tempo (Qualified) |   |                                      |
| Melhor marca do ano   | Melhor marca do ano (World leading)          | Recorde asiático      | Recorde asiático (Asian)              | DNS                        | Não largou (Did not start)                |   |                                      |
| Recorde nacional      | Recorde nacional (National record)           | Recorde europeu       | Recorde europeu (European)            | DNF                        | Não terminou (Did not finish)             |   |                                      |
| Recorde pessoal       | Recorde pessoal do atleta (Personal best)    | Recorde da Oceania    | Recorde da Oceania (Oceania)          | DSQ / DQ                   | Desclassificado (Disqualified)            |   |                                      |
| Recorde da temporada  | Recorde da temporada do atleta (Season best) | Recorde sul-americano | Recorde sul-americano (South America) | NM                         | Sem marca (No mark)                       |   |                                      |